# Myiarchus
Myiarchus és un gènere d'ocells de la família dels tirànids (Tyrannidae). Agrupa a nombroses espècies natives del continent americà, algunes de les quals es reprodueixen des del sud-est del Canadà i Estats Units migrant cap al sud, i que es distribueixen des de Mèxic, per tota Amèrica Central, illes del Carib, Amèrica del Sud (inclusivament illes Galápagos), fins el centre sud de l'Argentina.

## Descripció
Les espècies d'aquest gènere són un nombrós grup de tirànids força grossos, mesurant entre 16 i 20 cm de longitud, localitzats àmpliament en ambients semioberts o vores de boscos. La majoria són molt similars entre si en patró de plomatge, en general marró olivaci per dalt, pit i gola grisencs i ventre groguenc (amb la notable excepció del tot rogenc M. semirufus), per la qual cosa és millor identificar-los pels cants generalment diferenciats i les zones de distribució. Exhibeixen una cresta generalment del mateix color però més fosca que el dors, les ales són fosques amb vores i dues barres grisenques pàl·lides. Usualment, construeixen els nius en cavitats en arbres.

## Taxonomia
Les dades genètiques de Joseph et al. 2004 indiquen que el gènere és monofilètic, amb la possible excepció dels morfològicament diferents M. semirufus i M. magnirostris. Dins del gènere són evidents dos clades principals:
1. Grup primàriament sud-americà compost de totes les espècies residents (semirufus, tuberculifer, swainsoni, venezuelensis, panamensis, apicalis, phaeocephalus, cephalotes i magnirostris) amb l'excepció de M. tyrannulus i incloent-hi al jamaicà M. barbirostris.
2. Grup centreamericà - nord-americà - caribeny compost de les espècies restants i M. tyrannulus.[4]

Els amplis estudis geneticomoleculars realitzats per Tello et al. (2009) van descobrir una quantitat de relacions noves dins de la família Tyrannidae que encara no estan reflectides en la majoria de les classificacions. Seguint aquests estudis, Ohlson et al. (2013) van proposar dividir Tyrannidae en cinc famílies. Segons l'ordenament proposat, Myiarchus roman a Tyrannidae, en una subfamília Tyranninae(Vigors, 1825), en una tribu Myiarchini (Hellmayr, 1927) al costat de Casiornis, Sirystes i Rhytipterna.
El nom genèric Myiarchus es compon de les paraules del grec antic «μυια (muia), μυιας (muias)» que significa “mosca”, i «αρχος (arkhos)» que significa “cap”.
Segons la Classificació del Congrés Ornitològic Internacional (versió 15.1, 2025) aquest gènere està format per 22 espècies:
- Myiarchus semirufus - tirà crestat rogenc.
- Myiarchus yucatanensis - tirà crestat de Yucatán.
- Myiarchus barbirostris - tirà crestat trist.
- Myiarchus tuberculifer - tirà crestat de capell fosc.
- Myiarchus swainsoni - tirà crestat de Swainson.
- Myiarchus venezuelensis - tirà crestat de Veneçuela.
- Myiarchus panamensis - tirà crestat de Panamà.
- Myiarchus ferox - tirà crestat ferotge.
- Myiarchus apicalis - tirà crestat apical.
- Myiarchus cephalotes - tirà crestat muntanyenc.
- Myiarchus phaeocephalus - tirà crestat frontgrís.
- Myiarchus cinerascens - tirà crestat de gorja cendrosa.
- Myiarchus nuttingi - tirà crestat de Nutting.
- Myiarchus crinitus - tirà crestat viatger.
- Myiarchus tyrannulus - tirà crestat de Wied.
- Myiarchus magnirostris - tirà crestat de les Galápagos.
- Myiarchus nugator - tirà crestat de l'illa de Grenada.
- Myiarchus validus - tirà crestat cua-rogenc.
- Myiarchus sagrae - tirà crestat de La Sagra.
- Myiarchus stolidus - tirà crestat de Gosse.
- Myiarchus antillarum - tirà crestat de Puerto Rico.
- Myiarchus oberi - tirà crestat d'Ober.